# Kornalowytschi
Kornalowytschi (ukrainisch Корналовичі; russisch Корналовичи Kornalowitschi, polnisch Kornalowice) ist ein Dorf in der ukrainischen Oblast Lwiw mit etwa 1000 Einwohnern (2001).

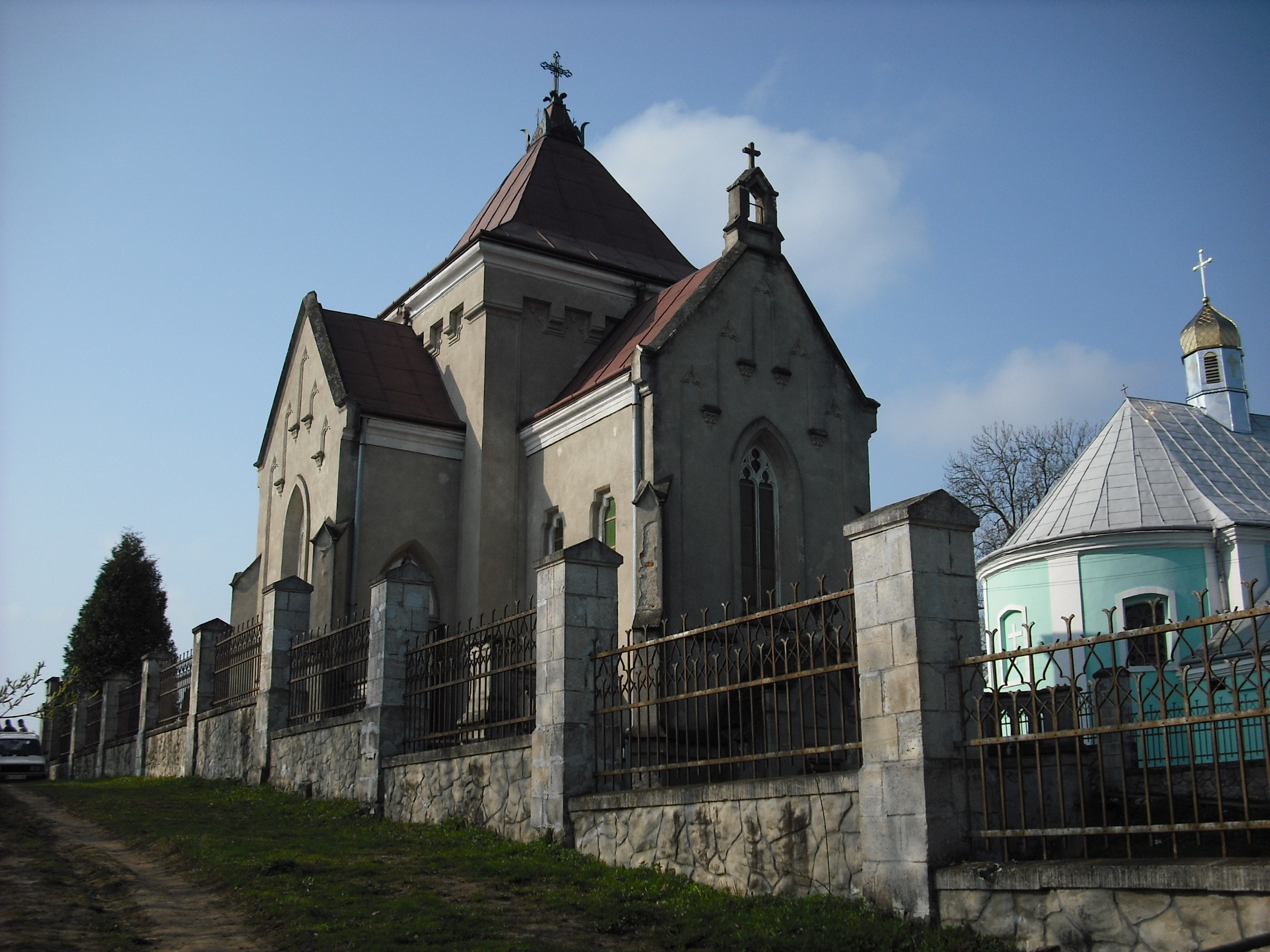
Kirche Tschenstochowskoji in Kornalowytschi

Das erstmals 1375 schriftlich erwähnte Dorf gehört seit August 2015 zur neu gegründeten Stadtgemeinde von Nowyj Kalyniw im Zentrum des Rajon Sambir.
Die Ortschaft liegt am Ufer des Dnister, fünf Kilometer südöstlich des Gemeindezentrums Nowyj Kalyniw, 15 Kilometer östlich des Rajonzentrums Sambir und 70 Kilometer südwestlich des Oblastzentrums Lwiw.
Nördlich vom Dorf verläuft, hinter dem angrenzenden Dorf Kalyniw mit dem Militärflughafen Nowyj Kalyniw die nationale Fernstraße N 13.
Im Dorf steht die zur Römisch-katholischen Erzdiözese Lwiw zählenden Kirche Tschenstochowskoji aus dem Jahr 1890.
Südwestlich vom Dorf liegen Hainbuchen-Eichenwälder, die 2005 zum 88,0 ha großen „Waldschutzgebiet Kornalowytschi“ erklärt wurden.